# Restrumeiro
Restrumeiro es una aldea española actualmente despoblada, que forma parte de la parroquia de Vilar de Cuiña, del municipio de Fonsagrada, en la provincia de Lugo, Galicia.

## Localización
Se encuentra a 6 kilómetros del núcleo principal de la parroquia, Vilar de Cuiña y a unos 14 kilómetros de la capital del municipio Fonsagrada.

## Demografía
| Gráfica de evolución demográfica de Restrumeiro entre 2000 y 2019 |
|                                                                   |
| Datos según el nomenclátor publicado por el INE.                  |